# 4 Wheel Thunder
4 Wheel Thunder är ett racingspel utvecklat av Kalisto till Dreamcast. Spelet köptes av Midway som också distribuerade.